# St. Fabian und Sebastian (Northeim)

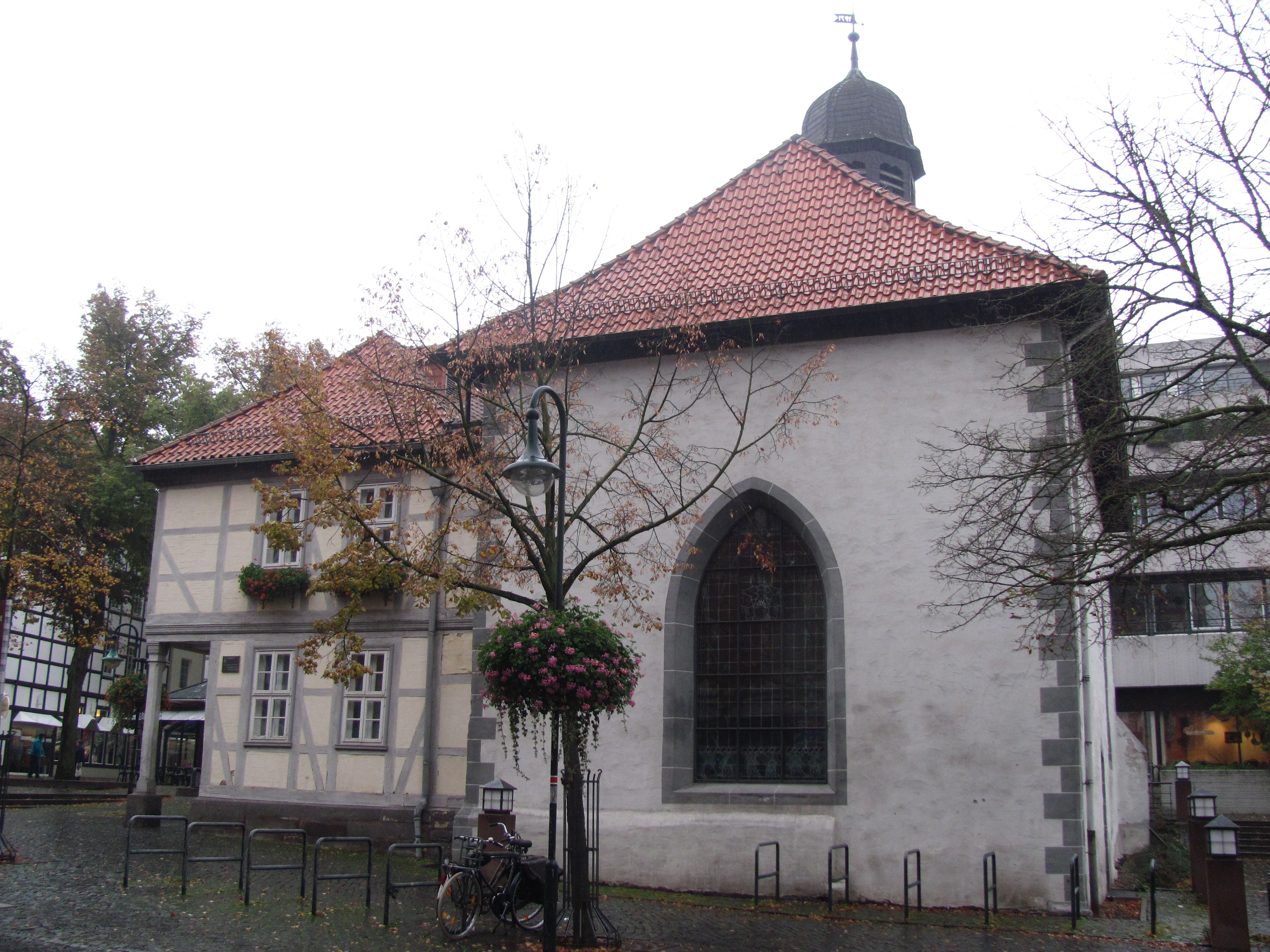
St. Fabian und Sebastian von Osten

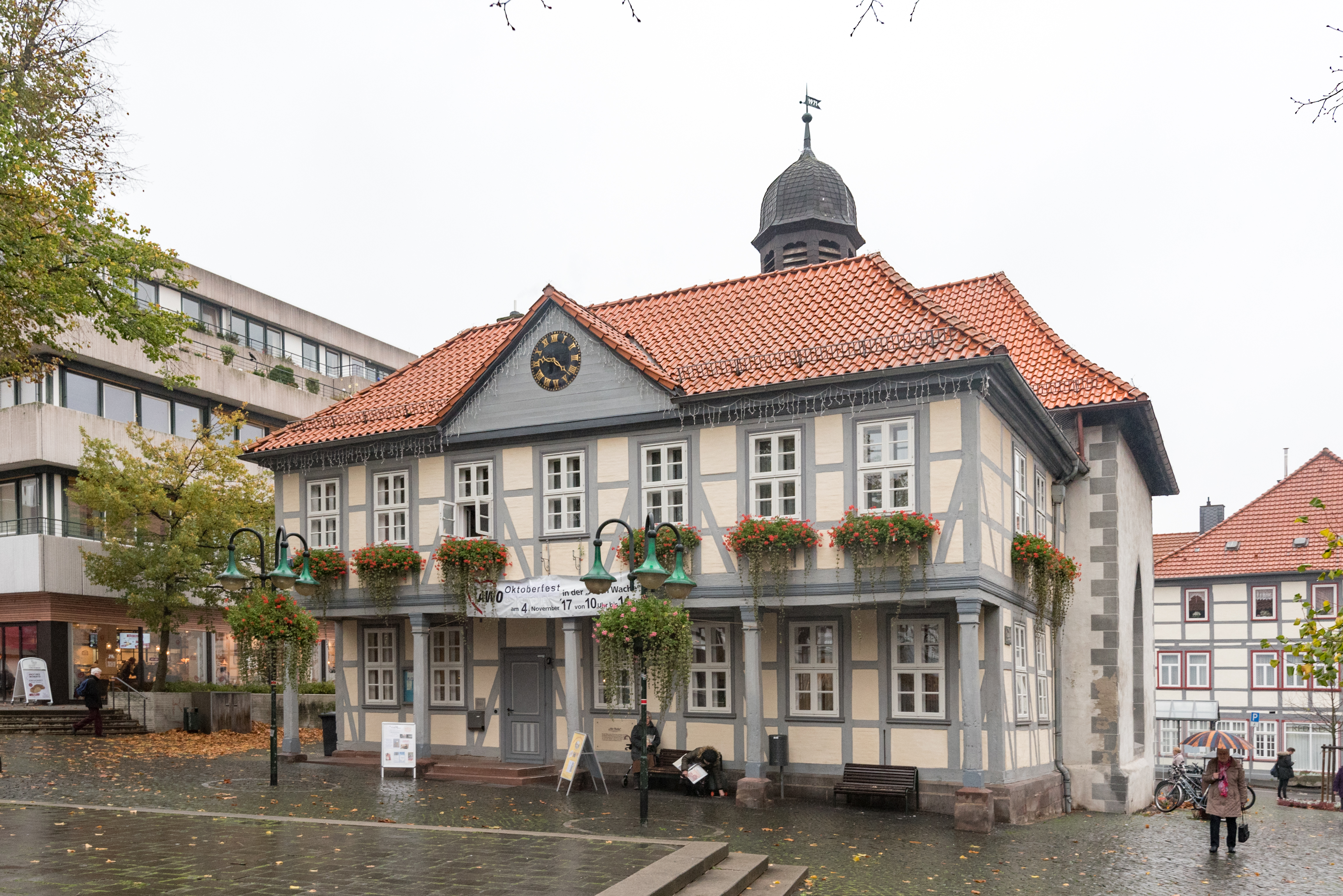
Südansicht mit der vorgebauten Alten Wache

Die ehemalige, unter Denkmalschutz stehende Kapelle St. Fabian und Sebastian, auch Marktkapelle, steht am nördlichen Ende des Marktplatzes von Northeim, einer Mittelstadt in Niedersachsen. 

## Geschichte
Die Marktkapelle gehört zu den ältesten Kirchen Northeims. Sie wurde von den Bürgern und vom St.-Blasien-Kloster 1354 erbaut in Erfüllung eines Gelübdes während der Pest von 1346. Der heilige Sebastian zählte zu den Pestheiligen. Zeitweise gab es an der Kapelle eine Kalandbruderschaft, an die noch das Kalandhaus und die Straße Am Kalandshaus erinnern.
Im 18. Jahrhundert sollte die Hauptwache in die Kapelle verlegt werden. Nach Widerständen der Bürgervorsteher wurde sie 1734 direkt südlich an die Kapelle angebaut. Bis zum Anfang des 19. Jahrhunderts diente die Kapelle gottesdienstlichen Zwecken. Danach wurde das Gebäude mehrfach umgenutzt. Heute dient es als Altenbegegnungsstätte.

## Beschreibung
Das verputzte, aus Bruchsteinen errichtete Kirchenschiff ist mit einem Walmdach bedeckt, aus dem sich ein schiefergedeckter, barocker Dachreiter mit Glocke von 1738 erhebt. Der Innenraum hat zwei quadratische Joche, die mit einem Kreuzrippengewölbe überspannt sind. Das westliche wurde Mitte des 19. Jahrhunderts herausgebrochen und durch eine Galerie ersetzt. 1985/86 erfolgte der Rückbau des Gewölbes. Das Fachwerkhaus an der Südseite hat ein vorkragendes Obergeschoss, das von hölzernen Ständern abgestützt wird. Auf einem Glasfenster aus dem 19. Jahrhundert ist das 1832 abgebrannte Rathaus dargestellt. 